# Municipi D de Montevideo
El municipi D (en castellà, municipio D) és un dels vuit municipis de Montevideo, Uruguai. És un dels municipis més grans de la ciutat, ocupant la zona nord-est del departament, des del centre urbà fins a la zona rural. Gran part del municipi té funció industrial i residencial.
Va ser creat mitjançant el decret 11.567 del 13 de setembre de 2009, ratificat posteriorment.

## Geografia
El municipi D és, al costat de l'A, del G i de l'F, un dels quatre municipis més grans de Montevideo. Limita a l'oest amb el municipi G, al sud amb els municipis C, CH i E, a l'est amb el municipi F, i al nord amb el departament de Canelones.
Així mateix, el municipi D comprèn la totalitat de les seccions judicials 5 i 17, i una part de la 16.

## Població
D'acord amb les dades del cens del 2009, el municipi tenia una població aproximada de 172.000 habitants, essent un dels més poblats.

## Barris
Cadascun dels municipis de Montevideo se subdivideix en barris (barrios). En concret, el municipi D es troba format pels següents barris: Aires Puros, Casavalle, Castro Castellanos, Cerrito, La Blanqueada, Las Acacias, Manga, Mercado Modelo, Piedras Blancas, Unión i Villa Española.

## Llocs d'interès
- Santuari Nacional del Cerrito (Cerrito).
- Edificio Libertad (Mercado Modelo).
- Parc de les Escultures (Mercado Modelo).
- Església de la Unión (Unión).
- C.S.D. Villa Española (club esportiu de futbol i boxa).

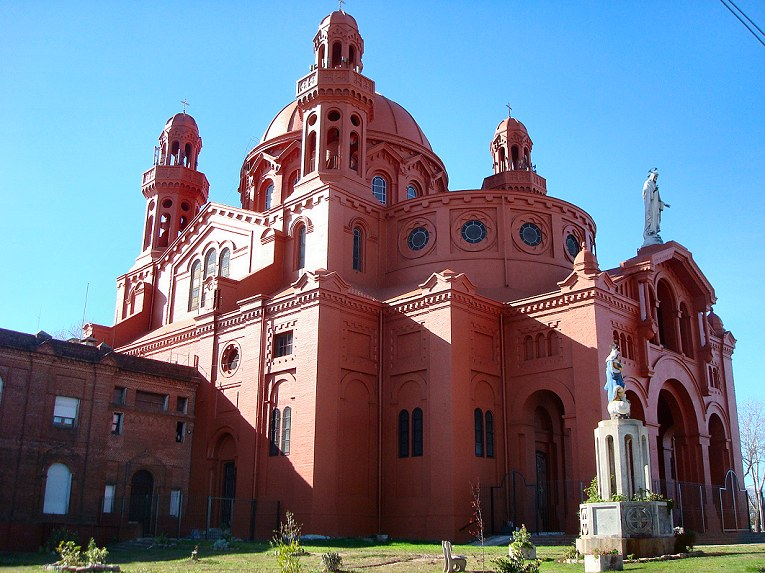
Santuari Nacional del Cerrito.
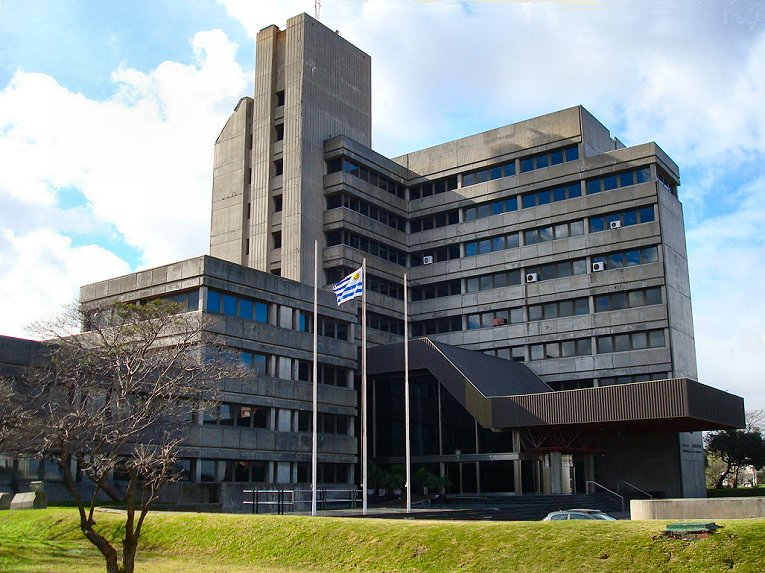
Edificio Libertad.
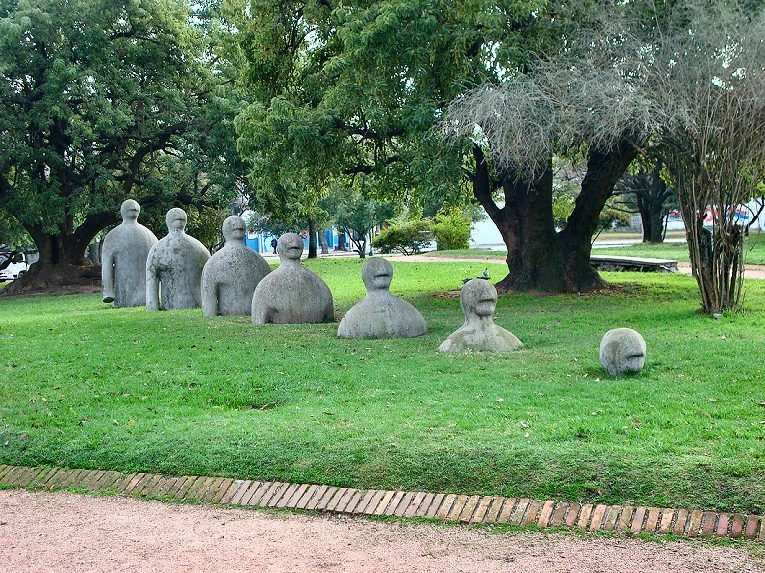
Parc de les Escultures.
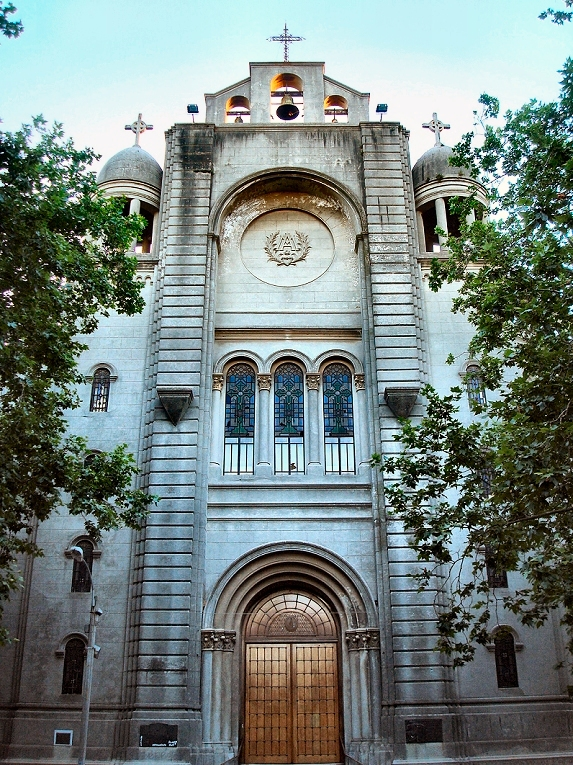
Església de la Unión.

### Carrers
- Avenida General Flores.
- Avenida Luis Alberto de Herrera.
- Avenida 8 de Octubre.
- Bulevar Batlle y Ordóñez.
- Corrales.
- Monte Caseros.